# Багдыков, Минас Георгиевич
Минас Георгиевич Багдыков (30 августа 1936, Ростов-на-Дону — 3 октября 2020) ― врач-хирург, кандидат медицинских наук, доцент, краевед. Заслуженный врач Российской Федерации. Член Союза писателей Дона.

## Биография
Родился Минас Георгиевич Багдыков 30 августа 1936 года в городе Ростове-на-Дону. Минас Багдыков в 1959 году окончил Ростовский медицинский институт. До 1961 года работал в городе Новочеркасске в 1-й городской больнице хирургом. В 1961―1966 годах Минас Георгиевич работал в городе Ростове-на-Дону в Центральной городской больнице ординатором хирургического отделения. Под руководством профессора П. М. Шорлуяна Минас Георгиевич защитил кандидатскую диссертацию на тему «Влияние цигерола на заживление ран», которая в 1967 году была издана как монография «Цигерол», посвященная П. М. Шорлуяну. Минас Георгиевич Багдыков ученик профессора П. М. Шорлуяна.
После защиты кандидатской диссертации (1966) работал в Ростовском медицинском институте ассистентом кафедры общей хирургии.
С 1983 года работал доцентом кафедры усовершенствования врачей по хирургии в Ростовском медицинском институте. С 1991 года Минас Георгиевич был заместителем главного врача по хирургии медсанчасти ОАО «Ростсельмаш» города Ростова-на-Дону. В 2003―2012 годах М. Г. Багдыков являлся заведующим кабинетом учёта и медицинской статистики областной клинической больницы № 2.
Минас Георгиевич впервые в практике здравоохранения города внедрил эндоскопические методы лечения: в ЛОР, хирургическом, урологическом отделениях.
Минас Георгиевич Багдыков разработал новый метод обработки рук хирурга перед операцией, он предложил состав мази на основе цигерола для лечения инфицированных ран. Цигерол применяли для заживления лучевых ожогов первой―второй степеней, полученных в Чернобыле. Цигерол начали приобретать клиники США, Японии, Франции.
Является автором более 100 научных работ и методических указаний, 4 монографий. Две монографии посвящены изучению отечественного препарата цигерол, они выставлялись на ВДНХ, получили медаль и диплом.
М. Г. Багдыков подготовил 8 кандидатов медицинских наук и одного доктора медицинских наук.
В 2017 году Минас Георгиевич Багдыков был награждён министром здравоохранения Ростовской области Татьяной Юрьевной Быковской памятной медалью «80 лет Ростовской области».

### Публицистическая деятельность
С 1990 года Минас Георгиевич занимается публицистической деятельностью, автор книг на краеведческие темы, публиковался в местных газетах, журналах «Южная звезда» и «Ковчег», являлся членом редакционного состава этих журналов, выступал по радио и телевидению на темы медицины и истории города Ростова-на-Дону. В 1991 году была издана книга Минаса Георгиевича «Нахичеванские портреты», затем им были написаны книги «Лики прошлого», «Нахичеванские находки» и другие. М. Г. Багдыковым совместно с сыновьями в 2007 году опубликована работа «…И дай место врачу», эта книга посвящена истории медицины в Ростове-на-Дону и Нахичевани, в которой отражены имена и биографии лучших врачей и учёных. В 2016 году в соавторстве с младшим сыном Георгием, Минас Георгиевич опубликовал книгу «Наша вера». В 2017 Минас Багдыков и Георгий Багдыков написали книгу «Как строилась Нахичевань». В этой книге рассказывается об истории донского края, Ростова и Нахичевани.

#### Семья
Отец ― Георгий Минасович был интеллигентным человеком, ценителем литературы, музыки, театра и искусства.
Мама ― Сусанна Леонтьевна всю свою жизнь посвятила семье и детям, была любимой бабушкой для внуков.
Жена ― Галина Николаевна (Нагапетовна) Багдыкова ― музыкант, скрипач, преподавала долгие годы в детской музыкальной школы имени М. Ф. Гнесина и была заведующей струнным отделением этой школы. «Отличник министерства культуры СССР», «Почётный член Всероссийского музыкального общества».
Внук Карен с отличием окончил гимназию № 14 и успешно учится на экономическом факультете Южного Федерального университета.
Врачебная династия Багдыковых
Тёща ― Надежда Григорьевна (Арекназан Крикоровна) Кристостурьян проработала врачом-терапевтом всю свою жизнь. В селе Чалтырь Надежду Григорьевну до сих пор помнят и любят.
Тётя ― Софья Минасовна Багдыкова-Карташова была известным в городе акушером-гинекологом, проработала многие годы в роддоме № 2 Пролетарского района Ростова-на-Дону (в прошлом Нахичевань-на-Дону).
Младший брат ― Константин Георгиевич ― врач-педиатр, работал на кафедре детских болезней Ростовского государственного медицинского университета.
Племянник Константин Константинович Багдыков ― врач-терапевт.
Старший сын ― Тигран Минасович Багдыков ― врач-эндоскопист. С октября 2013 года работает в поликлинике № 9 города Ростова-на-Дону. Является автором статей, книг и публикаций по краеведению, методических указаний по специальности.  Действительный член (академик) Международной академии наук экологии и безопасности жизнедеятельности.
Младший сын ― Георгий Минасович Багдыков ― врач-уролог. С 1995 года работает в Областной клинической больнице № 2.  Действительный член (академик) Международной академии наук экологии и безопасности жизнедеятельности, член Союза журналистов России и Союза писателей Дона, член Ассоциации урологов Дона, член Всероссийского общества охраны памятников истории и культуры. Является автором более пятидесяти книг по популярной медицине, краеведению, художественной прозы (сборников рассказов и новелл), а также ряда монографий по специальности.  Его жена Елена также посвятила свою жизнь медицине. Она работает операционной медсестрой.

## Заслуги
- Заслуженный врач Российской Федерации,
- Медаль «80 лет Ростовской области».

## Членство в организациях
- Действительный член Международной академии наук экологии и безопасности жизнедеятельности, академик (МАНЭБ),
- Член Союза писателей Дона.